# Distretto di Jimi
Il distretto di Jimi, in inglese Jimi District, è un distretto della Papua Nuova Guinea appartenente alla provincia degli Altopiani Occidentali. Ha una superficie di 2.375 km² e 45.000 abitanti (stima nel 2000)